# На маяк
«На мая́к» (англ. To the Lighthouse) — роман Вирджинии Вулф, написанный в 1927 году. В центре романа оказываются два визита семьи Рэмзи в свой загородный дом на острове Скай в Шотландии в 1910 и 1920 гг.
«На маяк» продолжает и расширяет традицию модернистских романистов Марселя Пруста и Джеймса Джойса, поэтому его сюжет вторичен по отношению к философским размышлениям. Рассматривается критиками как ключевой пример литературной техники множественной фокусировки, почти не содержит диалогов и прямых действий: значительная часть романа представляет собой размышления и наблюдения. В нём оживляются ощущения детства и подчёркиваются отношения во взрослой жизни. Среди многих тем, поднимаемых в книге, присутствуют утрата, субъективность, природа искусства и проблема восприятия.
Роман попал в список 100 книг, за которые отдали наибольшее число голосов 100 опрошенных Норвежским книжным клубом писателей и литературоведов из разных стран мира.

## Сюжет

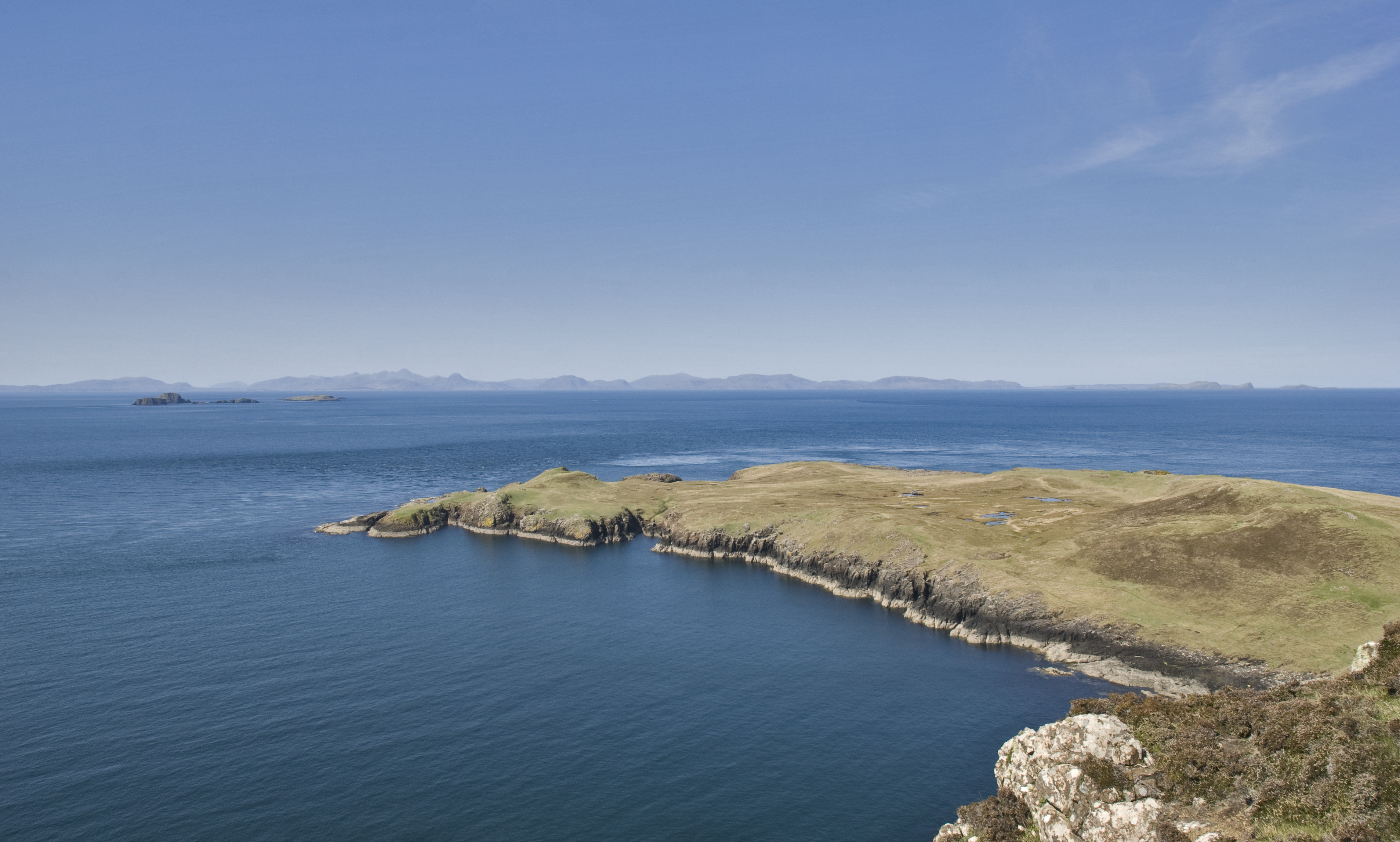
Остров Скай, где происходит действие романа

### Часть первая: У окна
1910 год. Действие происходит в летнем доме Рэмзи на Гебридах, на острове Скай. Роман начинается со слов миссис Рэмзи, убеждающей своего сына Джеймса, что они смогут доплыть до маяка на следующий день. С ней не соглашается мистер Рэмзи, уверенный в том, что погода этому не поблагоприятствует. Его несогласие создаёт некоторую напряжённость как между мистером и миссис Рэмзи, так и между мистером Рэмзи и Джеймсом. Этот небольшой эпизод постоянно упоминается по разным случаям на протяжении всей первой части, особенно в контексте отношений супругов Рэмзи.
Рэмзи собрались в доме со своими восемью детьми и несколькими друзьями и коллегами. Одна из друзей семьи, Лили Бриско, в первой части предстаёт молодой, неуверенной художницей, пытающейся написать портрет миссис Рэмзи и Джеймса. Бриско на протяжении всего романа испытывает сомнения в выбранном пути, серьёзно подпитываемые заявлениями ещё одного гостя, Чарльза Тэнсли, о том, что женщины не способны ни к живописи, ни к литературе. Сам же Тэнсли преклоняется перед мистером Рэмзи, известным преподавателем философии, и его академическими трактатами.
Первая часть завершается большим обедом. Когда поэт Август Кармайкл просит налить ему ещё супа, мистер Рэмзи чуть ли не обрушивается на него. Миссис Рэмзи также никак не может успокоиться в ожидании, когда же Пол Рэйли и Минта Дойл, молодые люди, которым она устроила помолвку, вернутся к обеду с прогулки. А они всё опаздывают, так как Минта потеряла бабушкину брошь где-то на берегу.

### Часть вторая: Проходит время
1920 год. Во второй части появляется ощущение ушедшей эпохи, отсутствия и смерти. Прошло 10 лет, за которые успевает начаться и закончиться Первая мировая война. Миссис Рэмзи умерла, как и двое из её детей: Пру — от осложнений при родах, а Эндрю — на войне. Мистер Рэмзи оказался брошен на произвол судьбы без заботливой жены, успокаивавшей его во время приступов страха и боли за недолговечность его философских трудов. В этой части рассказ ведётся от лица автора-повествователя и лишь иногда — от лица экономки, миссис Макнэб. Миссис Макнэб работала в доме Рэмзи с самого начала и поэтому знала, насколько всё переменилось за то время, как летний дом стоял пустующим.

### Часть третья: Маяк
В последней части в летний дом в 1920 году приезжают некоторые из оставшихся в живых Рэмзи и других гостей. Мистер Рэмзи планирует, наконец, совершить так давно откладывавшуюся поездку на маяк со своей дочерью Кэм (Камиллой) и сыном Джеймсом (остальные дети Рэмзи не упоминаются в последней части). Поездка почти срывается, так как дети всё никак не соберутся, но в итоге они садятся в лодку и уплывают. В лодке дети держат обет молчания в отместку отцу, заставившему их поехать. Но Джеймс, сидящий на руле, правит ровно, и вместо ожидавшихся им от отца очередных упрёков получает похвалу, что ненадолго воцаряет эмпатию между отцом и сыном. Кэм также меняет отношение к отцу с обиды на восхищение.
Их сопровождают в пути моряк Макалистер и его внук, занимающийся ловлей рыбы с лодки. Макалистер-внук отрезает от пойманной рыбины кусочек мяса для наживки и бросает рыбину обратно в море.
Пока Рэмзи плывут на маяк, Лили пытается закончить, наконец, картину, которую она держит в голове с начала романа. Она концентрирует свою память на миссис и мистере Рэмзи, собирая воедино множество впечатлений за прошедшие 10 лет и пытаясь достичь истины как в отношении миссис Рэмзи, так и жизни в целом. Закончив картину (как раз по прибытии экспедиции на маяк) и видя своё удовольствие от результата, она понимает, что для неё само воплощение своего ви́дения оказывается важнее, чем след, который она оставляет после себя.

## История публикации
Закончив вчерне свой самый автобиографичный роман, Вулф назвала его «несомненно лучшей из <своих> книг», а её муж Леонард считал его «шедевром … совершенно новой „психологической поэмой“». Они опубликовали его вместе в Hogarth Press в Лондоне в 1927 г. Первый тираж в 3000 экземпляров по 320 страниц размером 191 × 127 мм был переплетён синей тканью. Книга продавалась лучше, чем все предыдущие романы Вулф, и прибыли с продаж было достаточно для приобретения автомобиля.

## Главные темы

### Сложность переживаний
Продолжительные эпизоды романа Вулф никак не связаны с объектами наблюдения, скорее в них исследуются средства их восприятия в попытке понять людей, лишь взирая на них. Как пишет в своих дневниках сама Вулф, «чтобы понимать мыслимое, писатель должен потратить много времени на то, чтобы выслушать себя в процессе мышления, чтобы проследить, как и какими словами и ощущениями воплощается в его собственном разуме ответ на наблюдаемое им».

### Сложность человеческих отношений
Исследование восприятия выше, однако, не ограничивается отдельными внутренними диалогами, а анализируется в контексте человеческих отношений и бурного чувственного пространства, пересекаемого в погоне за разумом другого человеческого существа. Две части книги выделяются как превосходные срезы из совокупности неловких попыток пересечь это пространство: безмолвный обмен между мистером и миссис Рэмзи, проводивших время вдвоём в конце первой части, и усилия Лили Бриско по оказанию мистеру Рэмзи столь ожидаемой им симпатии (и внимания) в конце романа.

## Повествование и точка зрения
В романе применяется необычная форма всеведущего повествователя; его сюжет раскрывается с точек зрения, находящихся в сознании каждого персонажа. Переключения между точками зрения могут происходить даже на полуслове, и в каком-то смысле они схожи с вращающимся пучком света самого маяка. Однако Вулф, в отличие от техники потока сознания Джеймса Джойса, для изображения мыслительного процесса у персонажей не склонна использовать отрывистый стиль; её метод более схож с лирическим пересказом. Использование всеведущего рассказчика подразумевает, что на протяжении всего романа читатели вынуждены формулировать своё собственное понимание и взгляды из-за едва различимых переключений между персонажами и представлении почти всего сюжета в виде двусмысленных и даже противоречивых описаний.
Если в первой части романа приведены примеры связи переживания персонажа с фактическим переживанием и окружением, то во второй части за неимением персонажей как таковых события представлены иначе. Вулф написала эту часть с точки зрения стороннего рассказчика, не связанного ни с кем из героев, желая показать события в привязке ко времени. Для этого голос рассказчика несосредоточен и искажён, по словам Вулф, являясь примером «жизни как она есть, когда мы не играем в ней роли». Такие значимые события, как смерть миссис Рэмзи, Пру и Эндрю упоминаются лишь справочно, в скобках, сближая повествование с учётным журналом. Возможно также, что неким неодушевлённым рассказчиком здесь является и сам летний дом.

## Автобиографические намёки

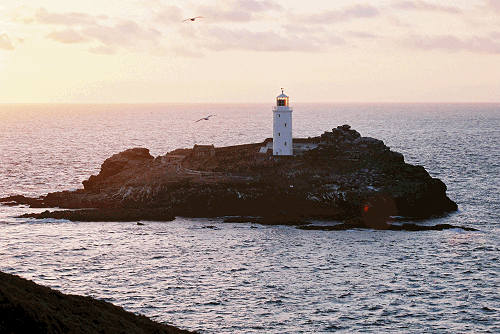
Маяк Годреви в сумерках

Вулф начала «На маяк» отчасти как способ понять и решить отложенные проблемы со своими родителями, и поэтому между сюжетом и её собственной жизнью есть много сходства. Поездки с родителями и семьёй в Сент-Айвс (Корнуолл), где её отец снимал дом, возможно, были лучшим временем в жизни Вулф, но в свои 13 лет, когда умерла её мать, она столкнулась с депрессией отца, Лесли Стивена, и его жалостью к себе, как у мистера Рэмзи. Сестра Вулф Ванесса Белл писала, что, читая эпизоды романа, посвящённые миссис Рэмзи, она видела свою мать восставшей из мёртвых. Как и вымышленному Джеймсу из романа, их брату Эдриену не удалось съездить в долгожданный поход на маяк Годреви. Медитации Лили Бриско над холстом стали способом Вулф показать свой собственный творческий процесс (а также своей сестры-художницы), так как идеи Вулф о литературе совпадают с идеями Лили о живописи.
Отец Вулф начал снимать Толленд-хаус в Сент-Айвсе в 1882 г., незадолго до рождения Вулф. Семья использовала дом как уединённое место летнего отдыха следующие 10 лет. Место действия основного сюжета в «На маяк» — дом на гебридском острове — был списан Вулф с Толленд-хауса. В историю привнесены многие реально существующие объекты из залива Сент-Айвса, в том числе садовые террасы, спускающиеся к морю, сам залив и маяк.
Хотя в романе Рэмзи и удалось вернуться на Скай после войны, Стивены в это время уже перестали снимать реальный Толленд-хаус. После войны Вирджиния Вулф посетила Толленд-хаус при его новых арендаторах вместе с сестрой Ванессой, а также ещё раз много позже.

## Постановки
- Экранизирован для телевидения в 1983 году с участием Розмари Харрис, Майкла Гафа, Сюзанны Бертиш и Кеннета Браны.
- Радиопостановка 2000 г. для Би-би-си Радио 4, с участием Ванессы Редгрейв, Эдварда Питербриджа и Джулиет Стивенсон.
- 15-минутный сериал для Би-би-си Радио 4 с 11.08.2014 по 15.08.2014, прочитанный Линдой Маршалл Гриффитс.
- Опера 2017 г., сочинённая Зисисом Сеглясом по английскому либретто Эрнста Марианны Биндера для фестиваля в Брегенце.
- Короткая опера 2020 г., сочинённая Люси Тричер для Шотландской оперы.